# Monte Bissau
Monte Bissau é uma montanha é o ponto segunda mais da ilha de São Nicolau, em Cabo Verde..